# Hugo Hamilton

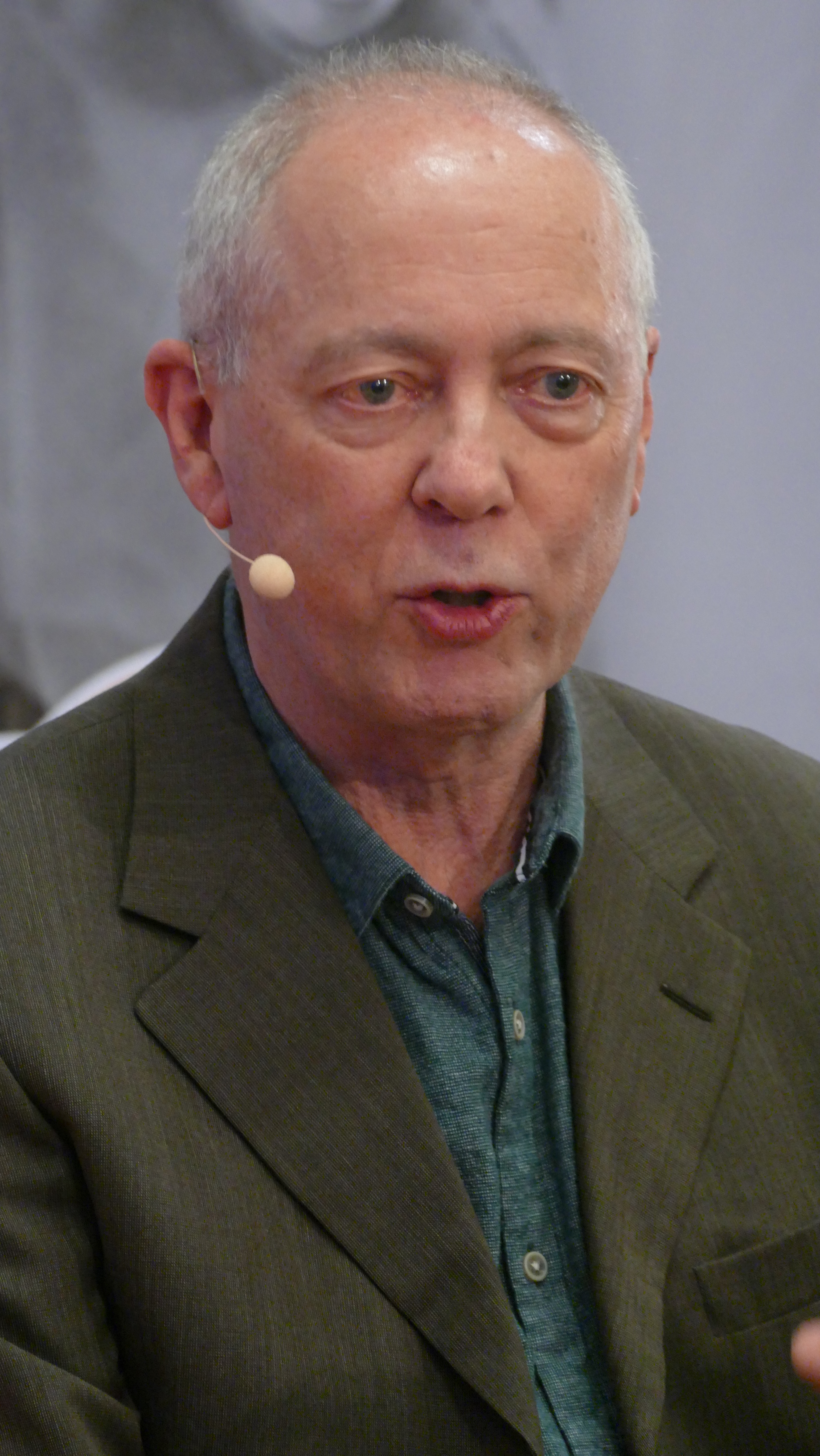
Hugo Hamilton auf dem Literaturfest München 2018

Hugo Hamilton (* 28. Januar 1953 in Dublin) ist ein irischer Schriftsteller.

## Leben
Hamilton wuchs in der irischen Hauptstadt Dublin auf. Seine Mutter ist eine Deutsche, die 1949 als Pilgerin nach Irland kam und einen irischen Ingenieur heiratete. Als  Nationalist bestand er darauf, dass seine Kinder Deutsch oder Irisch sprachen, nicht aber Englisch. Der junge Hugo, der beim Spielen mit anderen Kindern Englisch lernte und sprach, fand diese Regel sehr schwierig. Er fühlte sich keiner Sprachgruppe zugehörig: „Es gab keine anderen Kinder, die mir ähnelten, keine ethnische Gruppe, der ich mich anschließen konnte“. Dem Sprachverbot setzte der junge Hugo daher einen inneren Widerstand entgegen: „Das Englischverbot führte dazu, dass ich diese Sprache als eine Herausforderung ansah. Als Kind sprach ich daher auf Englisch vor mich hin und wiederholte heimlich englische Dialoge, die ich in der Außenwelt gehört hatte“, schrieb Hamilton später.
Hamilton arbeitete als Journalist und begann Kurzgeschichten und Romane zu schreiben. 1992 wurde er mit dem Rooney Prize for Irish Literature ausgezeichnet. 2001/2002 lebte er im Rahmen eines DAAD-Stipendium in Berlin und nutzte die Zeit, um ein Buch über seine Kindheit zu beenden: 2003 erschien The Speckled People (dt. 2004, Gescheckte Menschen); 2004 erhielt die französische Übersetzung Sang impur den Prix Femina Étranger. Eine Fortsetzung, The Sailor in the Wardrobe, erschien 2006 (dt. 2006, Der Matrose im Schrank).
Nachdem er die Reise nachvollzogen hatte, von der Heinrich Bölls Irisches Tagebuch handelt, schrieb er das Buch Die redselige Insel, das 2007 im  deutschen Luchterhand Literaturverlag erschien. 2011 erschien im selben Verlag der Roman Der irische Freund (Originaltitel: Hand in the Fire), 2014 ebenfalls dort der Roman Jede einzelne Minute (im Original: Every Single Minute).
Sein Debüt als Dramatiker hatte Hamilton im Oktober 2011 im Dubliner Gate Theatre mit seiner eigenen Bearbeitung von The Speckled People; im September 2014 erlebte dort auch sein Stück The Mariner seine Uraufführung.
Hamilton lebt in Dublin und ist Mitglied der Aosdána.

## Ehrungen
- Rooney Prize for Irish Literature (1992)
- Prix Femina Étranger (2004), für The Speckled People (frz.: Sang impur)
- Bundesverdienstkreuz am Bande (11. Juli 2014)[4][5]

## Werke auf Deutsch
- Kriegsliebe. Roman. Übersetzung Elke Kipphardt, Barbara Wöste. Steidl, Göttingen 1996, ISBN 3-88243-413-9
- Der letzte Held von Dublin. Roman. Übersetzung Georg Deggerich. Steidl, Göttingen 1999, ISBN 3-88243-627-1
- Ein schlechter Verlierer. Roman. Übersetzung Georg Deggerich. Steidl, Göttingen 2001, ISBN 3-88243-735-9
- Unschuldsgefühle. DAAD, Berlin 2003, ISBN 3-89357-104-3
- Gescheckte Menschen. (Autobiografie) Dt. von Henning Ahrens. Knaus, München 2004, ISBN 3-8135-0229-5
- Der Matrose im Schrank. (Autobiografie) Dt. von Henning Ahrens. Knaus, München 2006, ISBN 978-3-8135-0239-8
- Die redselige Insel. Irisches Tagebuch. Dt. von Henning Ahrens. Luchterhand-Literaturverl., München 2007, ISBN 978-3-630-62117-3
- Legenden. Roman. Dt. von Henning Ahrens. Luchterhand, München 2008, ISBN 978-3-630-87281-0
- Der irische Freund. Roman. Dt. von Henning Ahrens. Luchterhand, München 2011, ISBN 978-3-630-87300-8
- Jede einzelne Minute. Roman. Dt. von Henning Ahrens. Luchterhand, München 2014, ISBN 978-3-630-87425-8
- Palmen in Dublin. Roman. Dt. von Henning Ahrens. Luchterhand, München 2020, ISBN 978-3-630-87301-5
- Echos der Vergangenheit. Roman. Dt. von Henning Ahrens. Luchterhand, München 2023, ISBN 978-3-630-87681-8.